# Ken Buck
Kenneth Robert Buck, detto Ken (Ossining, 16 febbraio 1959), è un politico statunitense, membro della Camera dei Rappresentanti per lo stato del Colorado dal 2015 al 2024.

## Biografia
Nato nello stato di New York, Buck si laureò in giurisprudenza per poi esercitare la professione di avvocato. Nel 1990 venne assunto dalla procura di stato del Colorado e nel 2004 fu eletto procuratore distrettuale della contea di Weld.
Entrato in politica con il Partito Repubblicano, nel 2010 si candidò al Senato contro il democratico in carica Michael Bennet. All'interno delle primarie repubblicane, Buck si presentò come esponente del Tea Party in opposizione alla candidata dell'establishment, la vicegovernatrice Jane Norton. Dopo una campagna elettorale piuttosto combattuta, Buck riuscì a prevalere di misura sulla Norton ma nelle elezioni generali venne sconfitto a sua volta dal senatore Bennet.
Nel 2014 si candidò nuovamente al Senato, stavolta contro Mark Udall, ma dopo l'annuncio dell'entrata in campo del deputato Cory Gardner, Buck decise di ritirarsi dalla competizione per candidarsi invece come successore di Gardner alla Camera dei Rappresentanti. Questa volta Buck riuscì a vincere le elezioni e divenne deputato.
Ideologicamente Buck è ritenuto un repubblicano estremamente conservatore, soprattutto sui temi sociali come l'aborto e l'omosessualità.
Buck si è dimesso dalla Camera dei Rappresentanti il 22 marzo 2024.